# Lenterode
Lenterode là một đô thị thuộc huyện Eichsfeld nước Đức. Đô thị này có diện tích 4,24 km², dân số thời điểm 31 tháng 12 năm 2006 là 309 người.